# دامير جيلكو
دامير جيلكو (13 يوليو 1992 بنوفي ساد في صربيا - ) هو لاعب كرة قدم صربي في مركز الهجوم. لعب مع FK Donji Srem ‏ وFK ČSK Čelarevo ‏ وإسمنت بيوسين ‏ وFK Veternik ‏.

## وصلات خارجية
- دامير جيلكو على موقع قاعدة بيانات كرة القدم.إي يو (الإنجليزية)
- دامير جيلكو على موقع Soccerway.com (الإنجليزية)